# Tantilla vulcani
Espèce
Statut de conservation UICN

 LC  : Préoccupation mineure
Tantilla vulcani  est une espèce de serpents de la famille des Colubridae.

## Répartition
Cette espèce se rencontre :
- au Guatemala dans les départements d'Escuintla, de San Marcos, de Suchitepéquez et de Quetzaltenango ;
- au Mexique dans le sud-est du Chiapas et dans l'État d'Oaxaca.

## Description
L'holotype de Tantilla vulcani, une femelle adulte, mesure 211 mm dont 35 mm pour la queue.

## Étymologie
Son nom d'espèce lui a été donné en l'honneur de Vulcain, dieu romain du feu, de la forge, des volcans et des métaux, et ce en référence au fait que cette espèce a été découverte sur le versant pacifique du Guatemala, région dominée par de nombreux volcans du Quaternaire dont plusieurs sont encore actifs.

## Publication originale
- Campbell, 1998 : Comments on the identities of certain Tantilla (Squamata: Colubridae) from Guatemala, with descriptions of two new species. Scientific Papers, Natural History Museum, University of Kansas, n. 7, p. 1-14 (texte intégral).